# Střelec (film)
Střelec (v originále The Shooter nebo tako Hidden Assassin) je americký akční thriller z roku 1995, který režíroval Ted Kotcheff. V hlavní roli hraje Dolph Lundgren jako zástupce United States Marshal, který se zaplete do politiky, když je najat k vyřešení atentátu na kubánského velvyslance.
Je to poslední kinofilm, který Kotcheff natočil před svou smrtí v roce 2025.
Film se natáčel především v České republice, konkrétně v Praze. Původně byl příběh situován do Francie, ale nakonec byl přesunut do Česka.

## Zápletka
Agent CIA se zaplete do politických intrik poté, co je pověřen vyšetřením vraždy kubánského velvyslance.

## Obsazení
- Dolph Lundgren jako United States Marshal Michael Dane
- Maruschka Detmers jako Simone Rosset
- Assumpta Serna jako Marta
- Gavan O'Herlihy jako Dick Powell
- John Ashton jako Alex Reed
- Simón Andreu jako Alberto Torena
- Pablo Scola jako Belgado
- Petr Drozda jako Marcus
- Roslav Walter jako policejní kapitán
- Pavel Vokoun jako výtržník
- Martin Hub jako výtržník
- Jiří Kraus jako taxikář
- Guilio Kukurugya jako kubánský velvyslanec
- Enid Rose jako milenka